# آلفونسو بدویا
آلفونسو بدویا (انگلیسی: Alfonso Bedoya؛ ۱۶ آوریل ۱۹۰۴ – ۱۵ دسامبر ۱۹۵۷) یک هنرپیشه اهل مکزیک بود.
از فیلم‌ها یا برنامه‌های تلویزیونی که وی در آن نقش داشته است می‌توان به گنج‌های سیرا مادره، کشور بزرگ، سمبررو اشاره کرد.

## مرگ
بدویا، بر اثر حمله قلبی در مکزیک درگذشت.